# Neholopterus
Neholopterus is een kevergeslacht uit de familie van de boktorren (Cerambycidae). De wetenschappelijke naam van het geslacht werd voor het eerst geldig gepubliceerd in 1998 door Martins & Monné.

## Soorten
Neholopterus omvat de volgende soorten:
- Neholopterus antarcticus (Aurivillius, 1910)
- Neholopterus ochraceus (Bruch, 1918)
- Neholopterus reedi (Bruch, 1918)
- Neholopterus richteri (Bruch, 1918)